# МГ 13
МГ 13 (скраћено од њемачког Maschinengewehr 13 ) је њемачки лаки митраљез развијен конвертовањем тешког митраљеза Драјсе Модел 1918 са воденим хлађењем у митраљез са зрачним хлађењем. 

## Историја
1907. Луис Шмајсер из Ерфурта патентирао је митраљез назван у част проналазача пушке иглењаче Драјзе по жељи власника фабрике у којој је направљен, а коју је основао Драјзе. Драјзе митраљез био је тежак, обично постављен на троножац, пуњен из реденика и са воденим хлађењем.
Модел 1907 су наследили модели из 1912, а касније и из 1918. године. Приликом успона на власт Адолф Хитлер је одмах наредио да компанија Симсон у Сухлу модернизује Модел 1918. И настао је МГ13. 

## Употреба
МГ 13 уведен је у употребу 1930. године, а служио је као стандардни лаки митраљез до 1935. године.  Замјенио га је МГ 34, а затим и МГ 42 .
МГ 13 су продани у Шпанију, гдје су задржали ознаку МГ13, и у Португал, који су их користили у касним четрдесетим годинама као Metralhadora 7,92 mm m/1938 Dreysе.  Они МГ 13 који нису продани, стављени су у складиште, а касније су у Другом свјетском рату користили њемачке јединице другог реда. Како је било лако руковати и репетирати, многе друге трупе могле су ефикасно користити МГ 13.
Митраљез је опремљен са склопивим кундаком и ручицом за ношење.  Кориштен је у куполи тенка Панзер I  .
Кинеска националистичка влада је такође увезла МГ 13 са тенковима Панзер I Аусф А. из Њемачке 1936. године. МГ 13 се такође користио против јапанске царске војске током Другог кинеско-јапанског рата .  Португал га је користио као аутоматско оружје током колонијалног рата у Португалу, под именом m/938 . 

## Корисници
- Вајмарска република
- Нацистичка Њемачка
- Норвешка : Норвешка полиција је након Другог свјетског рата примила бивше њемачке МГ-13 и претворила их у МГ-13к [5]
- Португал